# Woiwodschaft Bełz
Die Woiwodschaft Bełz (polnisch województwo bełskie, lateinisch Palatinatus Belzensis, ukrainisch Белзьке воєводство/Bels´ke voevodstvo) war eine Verwaltungseinheit der polnisch-litauischen Adelsrepublik im ruthenischen Teil der Provinz Kleinpolen. Sie bestand von 1462 bis 1772/1793. Heute liegt das Gebiet überwiegend in der Ukraine und in kleineren Teilen in Polen.

## Geschichte
Nachdem das Fürstentum Bełz durch das Königreich Polen im Jahre 1462 als erledigtes Lehen eingezogen wurde, wurde auf dem Gebiet des ehemaligen Fürstentums die Woiwodschaft Bełz gebildet. Sie bestand bis 1772, in einem kleinen Teil (dem Städtchen Dubenka (heute Dubinki (Rajon Mostyska)) mit zugehörigen Dörfern) bis 1793.
Die Region war wirtschaftlich hochentwickelt, zentrale Lebensader war der westliche Bug.
Die Woiwodschaft war die flächenmäßig kleinste in der heutigen Ukraine und die zweitbevölkerungsärmste in der polnisch-litauischen Adelsrepublik.

## Verwaltungsstrukturen
Hauptstadt:
- Bełz (ukrainisch Белз/Bels)

Sitz des Landtags (sejmik generalny) für alle ruthenischen Woiwodschaften:
- Sądowa Wisznia (ukr. Судова Вишня/Sudowa Wyschnja)

Landtag der Woiwodschaft (sejmik poselski i deputacki):
- Bełz

Es gab 2 Senatoren: den Woiwoden (aus Bełz) und einen (oder zwei) Kastellan(e) (aus Lubaczów bzw. Busk).
Die Rechtsprechung erfolgte nach Magdeburger Recht.
Verwaltungseinteilung:
- Kreis Bełz (powiat bełski), Hauptort Bełz
- Kreis Grabowiec (powiat grabowiecki), Hauptort Grabowiec
- Kreis Horodło (powiat horodelski), Hauptort Horodło
- Land Busk (ziemia buska), Hauptort Busk

seit dem 18. Jahrhundert:
- Kreis Lubaczów (powiat lubaczowski), Hauptort Lubaczów

## Woiwoden
- Mikołaj Sieniawski (ca. 1489–1569)
- Jan Firlej (ca. 1521–1574)
- Rafał Leszczyński (1579–1636) (Woiwode 1619–1636)
- Jakub Sobieski (1580–1646) (Woiwode seit 1638)
- Dymitr Jerzy Wiśniowiecki (1631–1682)
- Adam Mikołaj Sieniawski (1666–1726) (Woiwode 1692–1710)
- Stanisław Mateusz Rzewuski (1642–1728) (Woiwode seit 1726)
- Michael Johann von der Borch (1753–1810) (Woiwode seit 1787)